# Gorgony

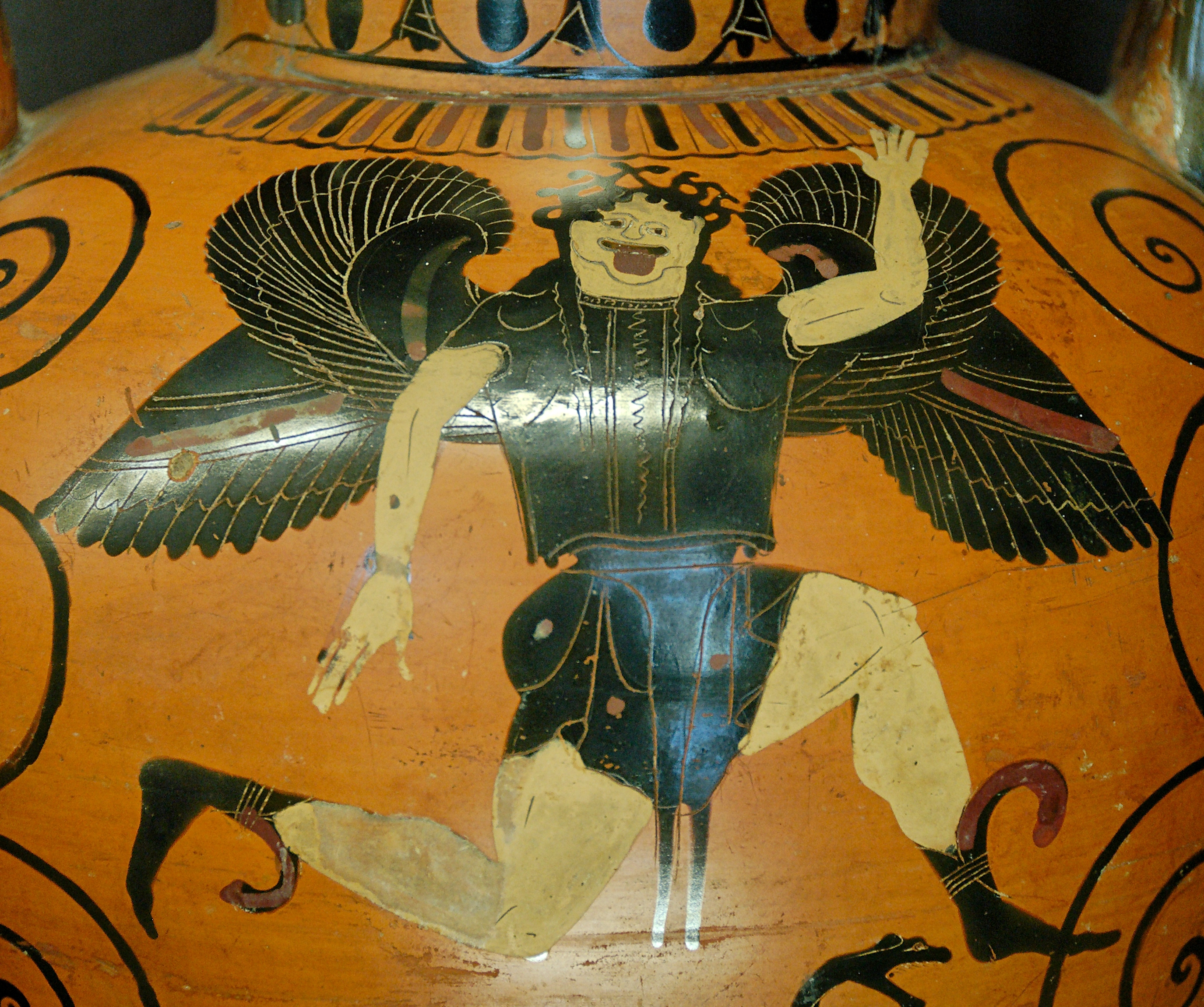
Gorgona

Gorgony (gr. Γοργόνες Gorgónes, l.poj. Γοργώ Gorgṓ, łac. Gorgones, l.poj. Gorgon) – w mitologii greckiej groźne siostry o przerażającym wyglądzie.
Przedstawiane jako postacie skrzydlate, ze szponami, ostrymi kłami i włosami w kształcie jadowitych węży. Początkowo była tylko jedna gorgona, później pojawiły się trzy – Steno, Euriale i Meduza. Ich rodzicami byli Forkos i Keto.
Najbardziej znaną z nich jest Meduza, której spojrzenie zamieniało w kamień. Według Owidiusza najpierw była piękną dziewczyną, którą zgwałcił Posejdon w świątyni Ateny, za co obrażona bogini zmieniła ją w potwora. Meduza zginęła zabita przez Perseusza, w chwili śmierci z jej krwi zrodził się Pegaz. Głowę Meduzy Atena umieściła na swojej tarczy egidzie.
Synem Posejdona i Euriale był Orion.